# Gottlob Friedrich Wilhelm Juncker
Gottlob Friedrich Wilhelm Juncker (* 20. Juni 1705 in Schleusingen; † 10. Novemberjul. / 21. November 1746greg. in Sankt Petersburg) war ein deutsch-russischer Lyriker, Historiker und Autor.

## Leben
Juncker wurde als Sohn des sächsischen Historikers, Numismatikers und Pädagogen Christian Juncker in Schleusingen geboren. Er studierte an der Universität Leipzig und wandte sich früh der Lyrik zu, wobei sein Vorbild Johann Christian Günther war. Durch Vermittlung von Gerhard Friedrich Müller erhielt er 1731 eine Anstellung als Hauslehrer in Sankt Petersburg. Dort erkannte der an der Akademie tätige Johann Daniel Schumacher sein dichterisches Talent und verschaffte ihm Aufträge am Kaiserhof. Solche Aufträge erhielt er bis zu seinem Tod im Jahr 1746. Bereits im November 1731 wurde er Adjunkt an der Akademie und 1734 per Dekret von Kaiserin Anna Iwanowna zum Professor für Politik, Moral und Beredsamkeit ernannt. Juncker war auch als Übersetzer tätig, so übersetzte er eine Ode von Wassili Trediakowski ins Deutsche. Im Dezember 1736 wurde er Ehrenmitglied der Petersburger Akademie der Wissenschaften.
Während des Russisch-Österreichischen Türkenkrieges begleitete er Generalfeldmarschall Burkhard Christoph von Münnich als Historiograf und verfasste nach Kriegsende mehrere Schriften zu dessen Feldzügen. Auf Bitte von Münnich wurde er nach Kriegsende Aufseher des Salzbergwerks und der Salzgewinnung in Bachmut. Um die Förderung, die Verarbeitung und den Handel von Salz in Russland zu verbessern, wurde Juncker im Herbst 1737 zu Studienzwecken nach Deutschland geschickt. Er blieb für etwa zwei Jahre dort und kam an der Bergakademie Freiberg in Kontakt mit Michail Lomonossow, der sich dort auf den Gebieten Mineralogie, Bergbau und Hüttenwesen weiterbildete und auch dichterisch aktiv war.
1739 kehrte Juncker nach Sankt Petersburg zurück, wo er im Alter von 41 Jahren starb.